# William Robert Broughton
William Robert Broughton foi um oficial naval britânico no final do século XVIII. Como Tenente na Marinha Real Britânica, ele comandou HMS Chatham como parte de uma viagem de exploração pelo Oceano Pacífico liderada pelo Capitão George Vancouver no começo da década de 1790.
Em novembro de 1791, enquanto explorava o Pacífico Sul, os seus homens foram os primeiros europeus a avistar as Ilhas Chatham. Em outubro de 1792, enquanto explorando o Noroeste Pacífico da América do Norte, ele foi ordenado a explorar a Baixa Colúmbia, entre os atuais Oregon e Washington, com diversos barcos do navio de Broughton.
No fim de 1792, Vancouver, frustrado por instruções conflitantes sobre Baía Nootka, enviou Broughton de volta à Inglaterra via México e o Atlântico.